# Los Tepetatles
Los Tepetatles también llamados como The Tepetatles fue una banda de rock mexicana integrada por Alfonso Arau, Julián Bert, Marcos Lizama, Marco Polo Tena (quien también formaba parte de Los Rebeldes del Rock) y José Luis Martínez en la década de 1960. Contó con la colaboración de Carlos Monsiváis, quien escribió las letras; y de José Luis Cuevas y Vicente Rojo, quienes se hicieron cargo del diseño. El grupo se caracterizó por ser una sátira mexicana de la banda The Beatles.

## Historia

### Origen
La agrupación inició en 1965, cuando Ernesto Alonso, dueño del centro nocturno El Quid, invitó a Alfonso Arau a realizar un espectáculo novedoso y moderno en su establecimiento.
Los Tepetatles se presentaron en noviembre de ese año con un espectáculo llamado "Triunfo y aplastamiento del mundo moderno con gran riesgo de Arau y mucho ruido".

### Recepción
El espectáculo no fue bien recibido por el público ni por Ernesto Alonso, quien consideró que el proyecto no era el adecuado para sus clientes. Sin embargo, la banda llamó la atención y continuó tocando en otras ocasiones.

### Influencia
A pesar del corto periodo de actividad, se considera que los Tepetatles influyeron en bandas de rock mexicanas posteriores, como Botellita de Jerez, Caifanes y Maldita Vecindad y los Hijos del Quinto Patio.

## Integrantes

### Ex-integtantes
- Alfonso Arau - vocal (1965)
- Julián Bert - teclados (1965)
- Marcos Lizama - guitarra (1965)
- Marco Polo Tena - bajo (1965)
- José Luis Martínez - batería (1965)

### Miembros Adicionales
Los siguientes miembros adicionales no fueron parte de la agrupación, pero si fueron colaboradores en el periodo del grupo.
- Carlos Monsiváis - letras (1965)
- José Luis Cuevas - diseño (1965)
- Vicente Rojo Almazán - diseño (1965)

## Discografía

### Álbumes de estudio
- 1965: "Triunfo y Aplastamiento del Mundo Moderno Con Gran Riesgo de Arau y Mucho Ruido" (también conocido como "Arau a Go Go") (Independiente) (LPA-001)

#### Resumen de su Único Disco
El único disco que editaron se llamó Arau a go-go. La portada del disco incluía el rostro de Arau, dibujos y collages, y es considerado como un disco de culto. Las canciones que se grabaron fueron las siguientes:
Lista de canciones
LADO A:
1. The Tepetatles 
2. Cordobés 
3. Zona Rosa 
4. Que te pique el Mozambique 
5. El último romántico 
6. Sitting 
LADO B:
7. Rockturno 
8. Teotihuacan a Go Go 
9. Sniff, Sniff, Gulp, Gulp 
10. Tlalocman 
11. Los monstruos 
12. El peatón estaba muerto y el semáforo lloraba